# 日本の児童文学研究者の一覧
日本の児童文学研究者の一覧（にほんのじどうぶんがくけんきゅうしゃのいちらん）は、姓の五十音順で作成された、日本語で成果を発表している児童文学研究者の一覧である。その仕事の重点によって、研究者と翻訳家に大別される。日本の児童文学研究者の団体として日本児童文学学会がある。

## 児童文学の研究者

### あ
- 相川美恵子
- 赤木かん子
- 天沢退二郎
- 安藤美紀夫
- 石井直人
- 石澤小枝子
- 井上乃武
- 上田信道
- 鵜野祐介
- 奥山恵
- 大島丈志
- 大橋崇行
- 大藤幹夫
- 恩田逸夫

### か
- 勝尾金弥
- 桂宥子
- 加藤理
- 上地ちづ子
- 川勝泰介
- 川端有子
- 私市保彦
- 楠本君恵
- 桑原三郎
- 小谷真理

### さ
- 齋木喜美子
- 佐藤嗣二
- 佐藤宗子
- 定松正
- 周東美材
- 神宮輝夫
- 末松氷海子
- 関英雄

### た
- 谷本誠剛
- 冨田博之
- 鳥越信

### な
- 中村悦子
- 滑川道夫
- 灘本昌久
- 西田良子
- 西本鶏介
- 根本正義

### は
- 長谷川潮
- 畑中圭一
- 原昌
- 藤本朝巳
- 藤本恵
- 藤本芳則
- 船木枳郎
- 本田和子
- 本多英明

### ま
- 桝居孝
- 宮川健郎
- 三宅興子
- 村瀬学
- 村中李衣
- 目黒強

### や
- 弥吉菅一
- 横川寿美子
- 吉田純子
- 吉田新一

### わ
- 脇明子
- 鷲津名都江

## 児童文学の翻訳家

### あ
- 石井桃子
- 石澤小枝子
- 井辻朱美
- 猪熊葉子
- 宇佐川晶子
- 岡本浜江
- 大久保康雄

### か
- 金原瑞人
- 神戸万知
- 楠本君恵
- こだまともこ

### さ
- 清水真砂子
- 白木茂
- 瀬田貞二

### た
- 代田亜香子
- 田村隆一
- 土屋京子

### な
- 仲村修

### は
- 灰島かり
- 林容吉
- 平井正穂
- 蕗沢忠枝
- 藤田圭雄

### ま
- 松居直
- 松岡享子
- 松岡佑子
- 宮下嶺夫
- 村岡花子
- 百々佑利子

### や
- 矢川澄子
- 柳瀬尚紀
- 山形浩生
- ゆあさふみえ

### わ
- 若松賤子
- 渡辺茂男